# Moruga doddi
Moruga doddi är en spindelart som beskrevs av John Earle Raven 1994. Moruga doddi ingår i släktet Moruga och familjen Barychelidae.
Artens utbredningsområde är Queensland. Inga underarter finns listade i Catalogue of Life.